# ハーフ・ブラザーズ
『ハーフ・ブラザーズ』（原題:Half Brothers）は2020年に公開されたアメリカ合衆国・メキシコ合作のコメディ映画である。監督はルーク・グリーンフィールド、主演はルイス・ヘラルド・メンデスが務めた。
本作は日本国内で劇場公開されなかったが、U-NEXTでのデジタル配信が行われている。

## 概略
1994年、メキシコ。フラヴィオは成り上がるチャンスを求めてアメリカに行くことにした。旅立つ際、フラヴィオは息子（レナート）に「すぐ帰ってくるから安心しろ」と言ったが、彼が帰ってくることはなかった。
2019年。レナートは航空会社の経営者として成功を収め、恋人（パメラ）と婚約するなど公私ともに順調な生活を送っていた。そんなある日、レナートの下にキャサリンと名乗る女性から電話がかかってきた。キャサリンは「私は貴方の父親、フラヴィオの妻です。フラヴィオは重い病気を患っており、もう長くは生きられないでしょう。最後に一度だけで良いから、シカゴに来てフラヴィオに会ってくれませんか」と言ってきた。「母さんと俺を見捨てておきながら虫が良すぎる」と思ったレナートだったが、断るのも忍びなかったため、渋々シカゴに向かうことにした。
シカゴに到着したレナートが喫茶店に入ったところ、変な男（アッシャー）に絡まれてしまった。アッシャーから「コーヒー一杯を奢って欲しい」としつこくせがまれ、レナートは半ば強引にコーヒーを奢らされる羽目になった。しかも、厚かましいアッシャーはドーナツまで注文してのけた。
その後、レナートは病院でフラヴィオと四半世紀ぶりの対面を果たした。ほどなくして、フラヴィオのもう一人の息子も病室に入ってきたが、その顔を見てレナートは仰天した。自分の異母弟とはアッシャーのことだったのである。困惑を隠せないレナートをよそに、フラヴィオは「エヴァリストという男にこの手紙を渡した後、エロイーズを探し出して欲しい」と頼み込んだ。
次の日の朝、フラヴィオは静かに息を引き取った。葬儀の最中もどうすべきか悩んでいたレナートだったが、結局フラヴィオの願いを叶えてやることに決め、アッシャーを連れてエロイーズ探しの旅に出るのだった。

## キャスト
- レナート：ルイス・ヘラルド・メンデス
- アッシャー：コナー・デル・リオ
- エヴァリスト：ホセ・ズニーガ
- ミスター・B：ヴィンセント・スパーノ
- パメラ：ピア・ワトソン
- フラヴィオ：フアン・パブロ・エスピノーザ
- ドリス：ジュワンディス・キャンディス
- キャサリン：アシュリー・プール

## 製作
2019年5月7日、ルイス・ヘラルド・メンデスが本作の出演交渉に臨んでいると報じられた。7月、本作の主要撮影がニューメキシコ州で始まった。2020年12月4日、バック・ロット・ミュージックが本作のサウンドトラックを発売した。

## マーケティング・興行収入
2020年10月8日、本作のオフィシャル・トレイラーが公開された。12月4日、本作は全米1369館で封切られ、公開初週末に70万ドルを稼ぎ出し、週末興行収入ランキング初登場2位となった。

## 評価
本作に対する批評家の評価は芳しいものではない。映画批評集積サイトのRotten Tomatoesには41件のレビューがあり、批評家支持率は34%、平均点は10点満点で5.1点となっている。サイト側による批評家の見解の要約は「半分はロードトリップ・コメディで、もう半分は家族ドラマが占める。『ハーフ・ブラザーズ』は異母兄弟を通して移民の問題に焦点を当てたが、その出来映えは「中途半端」と形容されるレベルをも下回るものとなった」となっている。また、Metacriticには7件のレビューがあり、加重平均値は30/100となっている。なお、本作のCinemaScoreはBとなっている。